# Russell van Horn
Russell van Horn (n. 30 iulie 1885, Pennsylvania, SUA – d. 11 martie 1970, Wickenburg⁠(d), Arizona, SUA) a fost un boxer ce a reprezentat Statele Unite ale Americii, medaliat olimpic. A participat la o ediție a Jocurilor Olimpice (1904) în care a câștigat o medalie de argint.

## Participări
Lista de mai jos prezintă principalele competiții la care a participat Russell van Horn de-a lungul carierei.
- boxing at the 1904 Summer Olympics – lightweight[*]